# Mana (альбом)
Mana — дебютный студийный альбом нидерландской симфо-метал-группы Nemesea, выпущенный 16 ноября 2004 года.

## Об альбоме
Mana издан на небольшом голландском лейбле Ebony Tears. Группа начала гастроли в поддержку альбома по Голландии и Бельгии, которые продлились вплоть до декабря 2005-го.

## Список композиций
| №   | Название | Длительность |
| --- | --- | ------------ |
| 1.  | «Nemesis (intro)»                                                                                               | 1:33         |
| 2.  | «Threefold Law»                                                                                                 | 3:44         |
| 3.  | «Empress» | 4:25         |
| 4.  | «Angel in the Dark»                                                                                             | 6:13         |
| 5.  | «Mortalitas - I. «The Taker» - II. «Dies Irae» - III. «Moriendum Tibi Est» - IV. «From Beneath You It Devours»» | 14:34        |
| 6.  | «Lucifer» | 4:16         |
| 7.  | «Disclosure» | 4:19         |
| 8.  | «Beyond Evil»                                                                                                   | 3:53         |
| 9.  | «Cry» | 3:01         |
| 10. | «Outro (Bonustrack)»                                                                                            | 1:28         |